# Val Brandet
La Val Brandet è una valle della Lombardia che, insieme alla quella di Campovecchio, fa parte della Riserva Naturale delle Valli di Sant'Antonio, istituita nel 1983 dal comune di Corteno Golgi.
È attraversata dal torrente Brandet, un tributario dell'Ogliolo.
Alla testata della valle, passo del Torsoleto, è situato il Bivacco Davide Salvadori, capace di 12 posti.